# Dağlı, Quba
Dağlı là một làng đô thị thuộc vùng Quba của Azerbaijan. Có dân số là 2,243 người.